# Eleições estaduais em Goiás em 2010
As eleições estaduais em Goiás em 2010 aconteceram no dia 3 de outubro como parte das eleições gerais em 26 estados e no Distrito Federal. Foram escolhidos o governador Marconi Perillo, o vice-governador José Eliton Júnior, os senadores Demóstenes Torres e Lúcia Vânia, 17 deputados federais e 41 estaduais. Como nenhum candidato ao governo atingiu metade mais um dos votos válidos, houve um segundo turno em 31 de outubro entre Marconi Perillo e Iris Rezende com a vitória do primeiro, repetindo o resultado de 1998. Segundo a Constituição, o governador teria um mandato de quatro anos com direito a uma reeleição.
Eleito vice-governador na chapa de Marconi Perillo em 1998 e reeleito em 2002, o médico Alcides Rodrigues assumiu o Palácio das Esmeraldas quando o titular renunciou em 31 de março de 2006 para disputar uma cadeira de senador numa estratégia onde este foi eleito e o novo chefe do Executivo foi reeleito, todavia situações posteriores levaram a um rompimento entre os aliados de outrora. Por conta dessa nova realidade o governador Alcides Rodrigues apoiou o empresário Vanderlan Cardoso à sua sucessão, todavia como este não chegou ao segundo turno ofereceu apoio a Iris Rezende com o aval de Alcides Rodrigues, confluência que não impediu a vitória de Marconi Perillo.
Político cuja vida pública começou ao ingressar no PMDB durante o primeiro governo Iris Rezende, o servidor público Marconi Perillo nasceu em Palmeiras de Goiás e foi assessor especial do governador Henrique Santillo e conselheiro da Companhia de Habitação de Goiás. Ainda filiado ao PMDB foi eleito deputado estadual em 1990. Por integrar uma dissidência partidária, esteve no PST e com a extinção deste foi eleito deputado federal pelo PP em 1994 sendo integrado ao PPB durante o mandato. Após filiar-se ao PSDB foi eleito e reeleito governador de Goiás em 1998 e 2002. Marconi Perillo foi eleito senador em 2006, mas dará lugar a Cyro Miranda após ter sido eleito governador pela terceira vez.
O vice-governador eleito foi José Eliton Júnior. Filiado ao DEM e nascido em Rio Verde, formou-se advogado em 1996 na Pontifícia Universidade Católica de Goiás com especialização em Direito Eleitoral.
Além de ser reeleito senador, o procurador de justiça Demóstenes Torres bateu a votação nominal obtída por Marconi Perillo em 2006. Formado em Direito pela Pontifícia Universidade Católica de Goiás, integra os quadros do Ministério Público desde 1983 e por duas vezes foi procurador-geral da Justiça. Também por duas vezes presidiu o Conselho Nacional de Procuradores-Gerais de Justiça do Brasil. Nascido em Anicuns, foi secretário de Segurança Pública no primeiro governo Marconi Perillo elegendo-se senador pelo PFL em 2002 e quatro anos mais tarde perdeu a disputa pelo governo estadual, sendo agora reconduzido ao Senado Federal. Porém seu mandato foi cassado por quebra de decoro parlamentar em 11 de julho de 2012 e assim foi efetivado seu suplente, o engenheiro civil Wilder Morais.
Primeira-dama de Goiás durante o governo Irapuan Costa Júnior (1975-1979), a jornalista Lúcia Vânia diplomou-se na Universidade Federal de Goiás com pós-graduação em Ciência Política na Universidade de Oxford. Natural de Cumari, pertenceu ao MDB nos meses finais de existência do partido até migrar rumo ao PMDB. Eleita deputada federal em 1986 e 1990, foi signatária da Constituição de 1988 e votou pelo impeachment de Fernando Collor em 1992. Após migrar para o PP foi vencida por Maguito Vilela ao disputar o governo goiano em 1994. No governo do presidente Fernando Henrique Cardoso foi secretaria nacional de Assistência Social e ingressou no PSDB. Por esta legenda foi reeleita deputada federal em 1998 e senadora em 2002, foi reconduzida ao mandato após oito anos. Sua vitória trouxe um componente inédito, afinal pela primeira vez na história os goianos reelegeram dois senadores num mesmo pleito.

## Resultado da eleição para governador

### Primeiro turno
Segundo o Tribunal Superior Eleitoral foram apurados 3.022.567 votos nominais assim distribuídos:
| Candidatos a governador do estado | Candidatos a vice-governador | Número | Coligação                                                                   | Votação   | Percentual |
| --------------------------------- | ---------------------------- | ------ | --------------------------------------------------------------------------- | --------- | ---------- |
| Marconi Perillo PSDB              | José Eliton Júnior DEM       | 45     | Goiás quer Mais (PSDB, DEM, PTB, PPS, PRB, PHS, PMN, PRTB, PSL, PTC, PTdoB) | 1.400.227 | 46,33%     |
| Iris Rezende PMDB                 | Marcelo Melo PMDB            | 15     | Goiás Rumo ao Futuro (PMDB, PT, PCdoB)                                      | 1.099.552 | 36,38%     |
| Vanderlan Cardoso PR              | Ernesto Roller PP            | 22     | Goiás no Rumo Certo (PR, PP, PSB, PDT, PSC, PV, PRP, PSDC, PTN)             | 502.462   | 16,62%     |
| Marta Jane da Silva PCB           | Genival Nunes PCB            | 21     | —                                                                           | 14.928    | 0,49%      |
| Washington Fraga PSOL             | Nilton Nalin PSTU            | 50     | Goiás pra Você, Não pra Eles (PSTU, PSOL)                                   | 5.398     | 0,18%      |

### Segundo turno
Segundo o Tribunal Superior Eleitoral foram apurados 2.927.320 votos nominais assim distribuídos:
| Candidatos a governador do estado | Candidatos a vice-governador | Número | Coligação                                                                   | Votação   | Percentual |
| --------------------------------- | ---------------------------- | ------ | --------------------------------------------------------------------------- | --------- | ---------- |
| Marconi Perillo PSDB              | José Eliton Júnior DEM       | 45     | Goiás quer Mais (PSDB, DEM, PTB, PPS, PRB, PHS, PMN, PRTB, PSL, PTC, PTdoB) | 1.551.132 | 52,99%     |
| Iris Rezende PMDB                 | Marcelo Melo PMDB            | 15     | Goiás Rumo ao Futuro (PMDB, PT, PCdoB)                                      | 1.376.188 | 47,01%     |

## Resultado da eleição para senador
Ressalte-se que, ao longo da campanha, houve casos de indeferimento e até renúncia de candidatos. Segundo o Tribunal Superior Eleitoral foram apurados 4.896.460 votos nominais assim distribuídos:
| Candidatos a senador da República | Candidatos a suplente de senador              | Número | Coligação                                                                   | Votação                | Percentual             |
| --------------------------------- | --------------------------------------------- | ------ | --------------------------------------------------------------------------- | ---------------------- | ---------------------- |
| Demóstenes Torres DEM             | Wilder Morais DEM José Eduardo Fleury DEM     | 251    | Goiás quer Mais (PSDB, DEM, PTB, PPS, PRB, PHS, PMN, PRTB, PSL, PTC, PTdoB) | 2.158.812              | 44,09%                 |
| Lúcia Vânia PSDB                  | Ione Borges PTB Hyulley Machado PTB           | 451    | Goiás quer Mais (PSDB, DEM, PTB, PPS, PRB, PHS, PMN, PRTB, PSL, PTC, PTdoB) | 1.496.559              | 30,56%                 |
| Pedro Wilson Guimarães PT         | Nivaldo dos Santos PCdoB Osmar Ponce PMDB     | 131    | Goiás Rumo ao Futuro (PMDB, PT, PCdoB)                                      | 878.910                | 17,95%                 |
| Paulo Roberto Cunha PP            | José Macedo de Araújo PR José Eustáquio PP    | 111    | Goiás no Rumo Certo (PR, PP, PSB, PDT, PSC, PV, PRP, PSDC, PTN)             | 227.639                | 4,65%                  |
| Renner Reis PP                    | João Batista Feitosa PR Orlandina Machado PSB | 112    | Goiás no Rumo Certo (PR, PP, PSB, PDT, PSC, PV, PRP, PSDC, PTN)             | 76.410                 | 1,56%                  |
| Elias Vaz PSOL                    | Clodoaldo Servato PSOL Ronaldo Saraiva PSOL   | 500    | Goiás pra Você, Não pra Eles (PSTU, PSOL)                                   | 45.198                 | 0,92%                  |
| Rubens Donizzeti PSTU             | Fernando Frohlich PSTU Nabson Santana PSTU    | 161    | Goiás pra Você, Não pra Eles (PSTU, PSOL)                                   | 7.803                  | 0,18%                  |
| Bernardo Bispo PCB                | Ismeire Alves PCB Teresinha Luiza PCB         | 210    | —                                                                           | 5.129                  | 0,11%                  |
| Adib Elias PMDB                   | Lucimar Nascimento PT Marcelo Magalhães PMDB  | 151    | Goiás Rumo ao Futuro (PMDB, PT, PCdoB)                                      | Candidatura indeferida | Candidatura indeferida |

## Deputados federais eleitos
São relacionados os candidatos eleitos com informações complementares da Câmara dos Deputados. Ressalte-se que os votos em branco eram considerados válidos para fins de cálculo do quociente eleitoral nas disputas proporcionais até 1997, quando essa anomalia foi banida de nossa legislação.

Representação eleita
  PMDB: 4
  DEM: 3
  PSDB: 3
  PP: 2
  PT: 1
  PDT: 1
  PR: 1
  PTB: 1
  PMN: 1

Fonteː
| Deputados federais eleitos | Partido | Votação | Percentual | Cidade onde nasceu | Unidade federativa |
| Iris de Araújo             | PMDB    | 185.934 | 6,44%      | Três Lagoas        | Mato Grosso do Sul |
| Rubens Otoni               | PT      | 171.382 | 5,94%      | Goianésia          | Goiás              |
| Ronaldo Caiado             | DEM     | 167.591 | 5,81%      | Anápolis           | Goiás              |
| Flávia Morais              | PDT     | 152.553 | 5,28%      | Belo Horizonte     | Minas Gerais       |
| Sandro Mabel               | PR      | 148.687 | 5,15%      | Ribeirão Preto     | São Paulo          |
| Jovair Arantes             | PTB     | 147.624 | 5,11%      | Buriti Alegre      | Goiás              |
| João Campos de Araújo      | PSDB    | 135.968 | 4,71%      | Peixe              | Tocantins          |
| Armando Vergílio           | PMN     | 103.231 | 3,58%      | Uberlândia         | Minas Gerais       |
| Leandro Vilela             | PMDB    | 102.435 | 3,55%      | Jataí              | Goiás              |
| Carlos Alberto Lereia      | PSDB    | 98.427  | 3,41%      | Bambuí             | Minas Gerais       |
| Roberto Balestra           | PP      | 97.424  | 3,37%      | Inhumas            | Goiás              |
| Pedro Chaves               | PMDB    | 94.318  | 3,27%      | São Domingos       | Goiás              |
| Leonardo Vilela            | PSDB    | 91.924  | 3,18%      | Belo Horizonte     | Minas Gerais       |
| Thiago Peixoto             | PMDB    | 90.719  | 3,14%      | Brasília           | Distrito Federal   |
| Sandes Júnior              | PP      | 89.230  | 3,09%      | Porto Nacional     | Tocantins          |
| Vilmar Rocha               | DEM     | 85.773  | 2,97%      | Niquelândia        | Goiás              |
| Heuler Cruvinel            | DEM     | 76.796  | 2,66%      | Rio Verde          | Goiás              |

## Deputados estaduais eleitos
Quinze partidos conseguiram ao menos um dos 41 assentos da Assembleia Legislativa de Goiás. Nunca antes houve tantos partidos representados na Casa como haverá a partir de 2011. Partido dominante na Casa desde 1982, o PMDB perdeu dois assentos, mas ainda assim elegeu a maior bancada, devendo liderar a oposição ao governador eleito Marconi Perillo. Já o PSDB perdeu um assento. O PT e o PDT ganharam um assento cada, enquanto o PR e o PP perderam dois cada. PTB, DEM, PT do B e PSC mantiveram o mesmo número de assentos. PRB, PRTB, PTN, PMN e PPS conseguiram eleger deputados estaduais pela primeira vez, enquanto o PSB perdeu o único assento que possuía, sendo o único partido a perder representatividade de 2006 para 2010.

Representação eleita
  PSDB: 8
  PMDB: 8
  PTB: 4
  PT: 4
  PDT: 3
  PR: 2
  DEM: 2
  PTN: 2
  PTdoB: 2
  PSC: 1
  PPS: 1
  PMN: 1
  PP: 1
  PRTB: 1
  PRB: 1

Fonteː
| Número | Deputados Estaduais        | Partido | Votação | Cidade onde nasceu | Estado       |
| ------ | -------------------------- | ------- | ------- | ------------------ | ------------ |
| 45555  | Helder Valin               | PSDB    | 49.120  | Goiânia            | Goiás        |
| 45745  | Jânio Darrot               | PSDB    | 46.004  | Trindade           | Goiás        |
| 15015  | Samuel Belchior            | PMDB    | 43.324  | Goiânia            | Goiás        |
| 15601  | Paulo César Martins        | PMDB    | 42.747  | Quirinópolis       | Goiás        |
| 45123  | Fábio Sousa                | PSDB    | 37.132  | Goiânia            | Goiás        |
| 14333  | Cristóvão Tormin           | PTB     | 36.474  | Luziânia           | Goiás        |
| 15010  | Daniel Vilela              | PMDB    | 36.382  | Jataí              | Goiás        |
| 45645  | Profª Sônia Chaves         | PSDB    | 35.486  | Luziânia           | Goiás        |
| 15700  | Bruno Peixoto              | PMDB    | 35.424  | Goiânia            | Goiás        |
| 28123  | José Vitti                 | PRTB    | 35.095  | Goiânia            | Goiás        |
| 45222  | Jardel Sebba               | PSDB    | 34.906  | Catalão            | Goiás        |
| 10190  | Major Araújo               | PRB     | 33.092  | Goiânia            | Goiás        |
| 14141  | Henrique Arantes           | PTB     | 32.424  | Goiânia            | Goiás        |
| 25111  | Dr. Helio de Sousa         | DEM     | 31.733  | Buriti Alegre      | Goiás        |
| 15215  | Francisco Jr               | PMDB    | 30.030  | Goiânia            | Goiás        |
| 70777  | Lincoln Tejota             | PT do B | 29.822  | Goiânia            | Goiás        |
| 11234  | Evandro Magal              | PP      | 29.698  | Palmelo            | Goiás        |
| 15200  | Waguinho Siqueira Jr       | PMDB    | 29.508  | Goiânia            | Goiás        |
| 13800  | Humberto Aidar             | PT      | 29.499  | Goiânia            | Goiás        |
| 45100  | Túlio Isac                 | PSDB    | 28.534  | Goiatuba           | Goiás        |
| 15888  | Nelio Fortunato            | PMDB    | 28.290  | Trindade           | Goiás        |
| 22456  | Ademir de Oliveira Meneses | PR      | 27.585  | Itapuranga         | Goiás        |
| 15100  | Luiz Carlos do Carmo       | PMDB    | 27.575  | Palminópolis       | Goiás        |
| 25555  | Nilo Resende               | DEM     | 27.181  | Araguari           | Minas Gerais |
| 22122  | Álvaro Guimarães           | PR      | 27.074  | Itumbiara          | Goiás        |
| 45780  | Iso Moreira                | PSDB    | 25.566  | Mambaí             | Goiás        |
| 45690  | Daniel Messac              | PSDB    | 24.813  | Paineiras          | Minas Gerais |
| 23145  | Dr. Joaquim Alves          | PPS     | 24.516  | Fazenda Nova       | Goiás        |
| 14040  | Hildo do Candango          | PTB     | 24.269  | Condeúba           | Bahia        |
| 14800  | Valcenor Braz              | PTB     | 23.803  | Luziânia           | Goiás        |
| 13188  | Luis Cesar Bueno           | PT      | 23.355  | Goiânia            | Goiás        |
| 12345  | Isaura Lemos               | PDT     | 21.564  | Jundiaí            | São Paulo    |
| 12631  | Misael Oliveira            | PDT     | 19.973  | Goiânia            | Goiás        |
| 70123  | Wellington Valim (Valim)   | PT do B | 19.525  | Itauçu             | Goiás        |
| 13789  | Mauro Rubem                | PT      | 17.719  | Firminópolis       | Goiás        |
| 20013  | Carlos Antônio Sousa       | PSC     | 17.392  | Santa Inês         | Maranhão     |
| 12640  | José de Lima               | PDT     | 17.199  | Goiandira          | Goiás        |
| 19456  | Frederico Nascimento       | PTN     | 15.538  | Goiânia            | Goiás        |
| 33789  | Elias Júnior               | PMN     | 14.799  | Peixe              | Tocantins    |
| 19000  | Francisco Gedda            | PTN     | 14.730  | Jataí              | Goiás        |
| 13230  | Karlos Cabral              | PT      | 14.427  | Rio Verde          | Goiás        |

## Pesquisas de opinião

### Governador
| Data                                | Instituto  | Candidato      | Candidato   | Candidato      | Candidato        | Candidato               | Nenhum/ Indecisos |
| Data                                | Instituto  | Marconi (PSDB) | Iris (PMDB) | Vanderlan (PR) | Marta Jane (PCB) | Washington Fraga (PSOL) | Nenhum/ Indecisos |
| ----------------------------------- | ---------- | -------------- | ----------- | -------------- | ---------------- | ----------------------- | ----------------- |
| 24-27 de outubro de 2010            | Ibope      | 46%            | 45%         | –              | –                | –                       | 9%                |
| 17-19 de outubro de 2010            | Ibope      | 48%            | 44%         | –              | –                | –                       | 8%                |
| 16-19 de outubro de 2010            | Grupom     | 49,6%          | 41,8%       | –              | –                | –                       | 8,6%              |
| 16-18 de outubro de 2010            | Vox Populi | 49%            | 45%         | –              | –                | –                       | 6%                |
| 3 de outubro de 2010                | 1o turno   | 46,33%         | 36,38%      | 16,38%         | 0,49%            | 0,18%                   | 9,22%             |
| 30 de setembro–2 de outubro de 2010 | Ibope      | 40%            | 35%         | 13%            | 0%               | 0%                      | 11%               |
| 25–27 de setembro de 2010           | Serpes     | 46,7%          | 32,6%       | 12,6%          | 0,5%             | 0,3%                    | 7,4%              |
| 21–23 de setembro de 2010           | Ibope      | 43%            | 33%         | 12%            | 0%               | 0%                      | 12%               |
| 14–17 de setembro de 2010           | Serpes     | 47,5%          | 33,5%       | 11,1%          | 0,5%             | 0,4%                    | 7,1%              |
| 7–10 de setembro de 2010            | Serpes     | 47,3%          | 34,8%       | 9,3%           | 0,8%             | 0,4%                    | 7,5%              |
| 7–9 de setembro de 2010             | Ibope      | 42%            | 33%         | 10%            | 1%               | 0%                      | 14%               |
| 28 de agosto–1° de setembro de 2010 | Grupom     | 47,3%          | 31%         | 11,3%          | 0,6%             | 0,2%                    | 9,5%              |
| 23–27 de agosto de 2010             | Serpes     | 49,2%          | 33,1%       | 7,8%           | 0,5%             | 0,1%                    | 9,4%              |
| 8–26 de agosto de 2010              | Ecope      | 51,7%          | 32,8%       | 5,1%           | 1%               | 0,2%                    | 9,2%              |
| 10–12 de agosto de 2010             | Ibope      | 45%            | 34%         | 5%             | 0%               | 0%                      | 15%               |
| 5–9 de julho de 2010                | Serpes     | 46,1%          | 39,3%       | 6,5%           | 1,2%             | 0,3%                    | 6,7%              |
| 10–25 de abril de 2010              | Ecope      | 50%            | 38,9%       | 3,1%           | –                | 0,5%                    | 7,5%              |
| 7–13 de abril de 2010               | Serpes     | 43,7%          | 39,9%       | 3,7%           | –                | 0,3%                    | 12,5%             |

### Senador
Como em 2010 os cidadãos puderam votar em dois senadores, alguns institutos de pesquisa, como o IBOPE e o Ecope, trabalham com uma margem de 200%, ao invés dos tradicionais 100%. Assim sendo, soma-se as respostas recebidas por cada candidato na primeira e na segunda vaga.
| Data                      | Instituto | Candidato        | Candidato    | Candidato  | Candidato          | Candidato   | Candidato   | Candidato        | Candidato               | Candidato   | Citou só 1 candidato | Nenhum/ Indecisos |
| Data                      | Instituto | Demóstenes (DEM) | Lúcia (PSDB) | Pedro (PT) | Paulo Roberto (PP) | Adib (PMDB) | Renner (PP) | Elias Vaz (PSOL) | Rubens Donizzeti (PSTU) | Bispo (PCB) | Citou só 1 candidato | Nenhum/ Indecisos |
| ------------------------- | --------- | ---------------- | ------------ | ---------- | ------------------ | ----------- | ----------- | ---------------- | ----------------------- | ----------- | -------------------- | ----------------- |
| 21–23 de setembro de 2010 | Ibope     | 52%              | 39%          | 18%        | 6%                 | 11%         | 7%          | 3%               | 1%                      | 1%          | 21%                  | 41%               |
| 7–10 de setembro de 2010  | Serpes    | 29,1%            | 22%          | 9,6%       | 4,6%               | 3,3%        | 3,8%        | 1,5%             | 0,6%                    | 0,6%        | –                    | 24,%              |
| 7–9 de setembro de 2010   | Ibope     | 49%              | 39%          | 15%        | 7%                 | 7%          | 6%          | 3%               | 2%                      | 1%          | 24%                  | 48%               |
| 23–27 de agosto de 2010   | Serpes    | 30%              | 22,9%        | 8,8%       | 3,9%               | 3,5%        | 4,3%        | 1,2%             | 0,8%                    | –           | –                    | 21,7%             |
| 8–26 de agosto de 2010    | Ecope     | 53,5%            | 42,4%        | 19,2%      | 9,5%               | 4,3%        | 5,1%        | 5,4%             | 2,7%                    | 1,8%        | 24,1%                | 32%               |
| 10–12 de agosto de 2010   | Ibope     | 43%              | 36%          | 16%        | 7%                 | 6%          | 3%          | 5%               | 2%                      | 1%          | 26%                  | 56%               |

## Gráfico da eleição presidencial

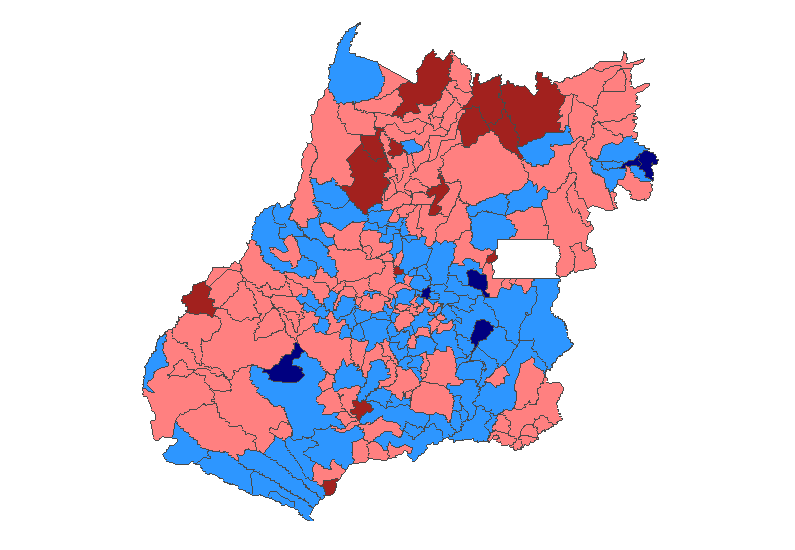
Votação para presidente nos municípios de Goiás no 2º turno:
██ Municípios onde Dilma obteve entre 50% e 65% dos votos válidos
██ Municípios onde Dilma obteve mais que 65% dos votos válidos
██ Municípios onde Serra obteve entre 50% e 65% dos votos válidos
██ Municípios onde Serra obteve mais que 65% dos votos válidos

Na eleição presidencial, Dilma Rousseff (PT) foi eleita a primeira mulher presidente do Brasil. Apesar de ter vencido no estado no primeiro turno e as pesquisas da última semana indicarem que ela também venceria no segundo, Dilma perdeu a disputa em Goiás para José Serra (PSDB) por 1,5% dos votos válidos.
Obs.: A tabela da eleição presidencial abaixo mostra os votos obtidos no estado de Goiás, e não no Brasil todo.
| Candidato                       | 1º turno  | 1º turno | 2º turno  | 2º turno |
| Candidato                       | Votos     | Votos    | Votos     | Votos    |
| Candidato                       | Total     | %        | Total     | %        |
| ------------------------------- | --------- | -------- | --------- | -------- |
| Dilma Rousseff (PT)             | 1.301.985 | 42,23%   | 1.446.178 | 49,25%   |
| José Serra (PSDB)               | 1.217.203 | 39,48%   | 1.490.368 | 50,75%   |
| Marina Silva (PV)               | 529.694   | 17,18%   |           |          |
| Plínio de Arruda Sampaio (PSOL) | 26.037    | 0,84%    |           |          |
| José Maria Eymael (PSDC)        | 2.632     | 0,09%    |           |          |
| Levy Fidelix (PRTB)             | 1.894     | 0,06%    |           |          |
| José Maria de Almeida (PSTU)    | 1.659     | 0,05%    |           |          |
| Ivan Pinheiro (PCB)             | 1.418     | 0,05%    |           |          |
| Rui Costa Pimenta (PCO)         | 271       | 0,01%    |           |          |